# Архипов, Дмитрий Владимирович
Дми́трий Влади́мирович Архи́пов (род. 2 февраля 1993, Новочебоксарск, Чувашия) — российский хоккеист, нападающий «Барса».

## Клубная карьера
Начал заниматься хоккеем в академии новочебоксарского «Сокола». В 2007 году перешёл в школу казанского «Ак Барса». С 2009 года начал выступать в чемпионате Молодёжной хоккейной лиги в составе «Барса». Дебютировал в МХЛ 15 декабря 2009 года в матче против «Белых медведей» (4:1). Первое очко за «Барс» набрал 23 января 2010 года в матче против «Реактора» (3:5), сделав голевую передачу, а первую шайбу забросил 14 сентября 2010 года в матче против «Ладьи» (3:2). В сезоне 2011/12 провёл пять матчей и набрал пять (3+2) очков в первенстве МХЛ за «Ирбис». 19 декабря 2012 года дебютировал в Высшей хоккейной лиге в составе альметьевского «Нефтяника» в матче против «Ижстали» (3:2). В сезоне 2012/13 в ВХЛ провёл шесть матчей. Всего выступал в чемпионате МХЛ с 2009 по 2014 год, набрав 142 (63+79) очка в 251 матче.
С сезона 2014/15 начал выступать в Континентальной хоккейной лиге за «Ак Барс». Дебютировал в КХЛ 8 ноября 2014 года в матче против московского ЦСКА (2:3), проведя на площадке девять минут и одну секунду. Первое очко за «Ак Барс» набрал 12 ноября 2014 года в матче против «Адмирала» (5:1), сделав голевую передачу. Всего в дебютном сезоне в КХЛ провёл 21 матч и набрал три (0+3) очка. Параллельно выступлению за «Ак Барс» также играл за фарм-клуб «Барс» в Высшей хоккейной лиге. Дебютировал за клуб 12 сентября 2014 года в матче против «Казцинк-Торпедо». Первую шайбу за «Ак Барс» забросил 13 января 2016 года в матче против «Автомобилиста» (1:2). Всего в КХЛ за казанский клуб провёл 117 матчей и набрал 16 (9+7) очков, в ВХЛ за «Барс» провёл 93 матча, набрав 41 (18+23) очко.
19 мая 2018 года в результате обмена на Павла Падакина стал игроком «Сочи». 30 июня 2020 года расторг контракт с клубом. Всего за «Сочи» в 100 матчах форвард записал на свой счёт 25 (10+15) очков. 31 августа 2020 года подписал однолетние соглашение с китайским клубом «Куньлунь Ред Стар». В семи матчах за клуб набрал два (0+2) очка при показателе полезности «+1». 9 ноября 2020 года заключил пробный контракт с «Амуром», а 20 ноября 2020 года заключил полноценный двусторонний контракт на один сезон. 22 апреля 2021 года продлил контракт с «Амуром» ещё но один год. Всего за клуб провёл 54 матча и набрал 12 (9+3) очков.
5 мая 2022 года подписал двусторонний контракт сроком на один год с московским «Спартаком». 18 ноября стороны расторгли контракт по взаимному согласию, Архипов не сыграл ни одного матча из-за травмы. 24 января 2023 года заключил контракт с узбекским «Хумо». 19 сентября 2023 года подписал пробный контракт с казанским «Барсом».

## Карьера в сборной
В 2010 году вызывался в состав юниорской сборной России и участвовал в чемпионате мира среди юниорских команд.

## Достижения
«Ак Барс»
- Чемпион России: 2018
- Обладатель Кубка Гагарина: 2018